# Рангелова тема
Те́ма Ранге́лова — тема в шаховій композиції. Суть теми — анігіляція (знищення) фігури і звільнення лінії для ходу білого або чорного пішака, який знаходиться в початковій (вихідній) позиції.

## Історія
Ідею запропонував у 1950 році болгарський шаховий композитор Владимир Петров Рангелов (15.05.1920 — 20.04.2010).
В задачі просуванню білому пішаку, який знаходиться на другій горизонталі, або чорному, який знаходиться на сьомій горизонталі, заважає фігура або свого, або протилежного кольору, тобто пішак є заблокований. Проходить знищення фігури, яка заважає руху пішака з наступним звільненням цієї лінії.
Ідея дістала назву — тема Рангелова. В книзі Миколи Зелепукіна «Словарь шахматной композиции» в описі теми вказується, що її суть є поєднання ідей заманювання і відволікання (чорних фігур). 
|   | a | b | c | d | e | f | g | h |   |
| 8 | b8 білий кінь · d7 білий король · a6 білий пішак · c6 білий кінь · d6 чорний пішак · h6 чорний пішак · c5 чорний слон · d5 чорний король · f5 білий слон · c4 чорний пішак · g4 чорний пішак · c3 чорна тура · e3 білий слон · h3 чорна тура · b2 чорний пішак · e2 білий пішак · a1 білий ферзь | b8 білий кінь · d7 білий король · a6 білий пішак · c6 білий кінь · d6 чорний пішак · h6 чорний пішак · c5 чорний слон · d5 чорний король · f5 білий слон · c4 чорний пішак · g4 чорний пішак · c3 чорна тура · e3 білий слон · h3 чорна тура · b2 чорний пішак · e2 білий пішак · a1 білий ферзь | b8 білий кінь · d7 білий король · a6 білий пішак · c6 білий кінь · d6 чорний пішак · h6 чорний пішак · c5 чорний слон · d5 чорний король · f5 білий слон · c4 чорний пішак · g4 чорний пішак · c3 чорна тура · e3 білий слон · h3 чорна тура · b2 чорний пішак · e2 білий пішак · a1 білий ферзь | b8 білий кінь · d7 білий король · a6 білий пішак · c6 білий кінь · d6 чорний пішак · h6 чорний пішак · c5 чорний слон · d5 чорний король · f5 білий слон · c4 чорний пішак · g4 чорний пішак · c3 чорна тура · e3 білий слон · h3 чорна тура · b2 чорний пішак · e2 білий пішак · a1 білий ферзь | b8 білий кінь · d7 білий король · a6 білий пішак · c6 білий кінь · d6 чорний пішак · h6 чорний пішак · c5 чорний слон · d5 чорний король · f5 білий слон · c4 чорний пішак · g4 чорний пішак · c3 чорна тура · e3 білий слон · h3 чорна тура · b2 чорний пішак · e2 білий пішак · a1 білий ферзь | b8 білий кінь · d7 білий король · a6 білий пішак · c6 білий кінь · d6 чорний пішак · h6 чорний пішак · c5 чорний слон · d5 чорний король · f5 білий слон · c4 чорний пішак · g4 чорний пішак · c3 чорна тура · e3 білий слон · h3 чорна тура · b2 чорний пішак · e2 білий пішак · a1 білий ферзь | b8 білий кінь · d7 білий король · a6 білий пішак · c6 білий кінь · d6 чорний пішак · h6 чорний пішак · c5 чорний слон · d5 чорний король · f5 білий слон · c4 чорний пішак · g4 чорний пішак · c3 чорна тура · e3 білий слон · h3 чорна тура · b2 чорний пішак · e2 білий пішак · a1 білий ферзь | b8 білий кінь · d7 білий король · a6 білий пішак · c6 білий кінь · d6 чорний пішак · h6 чорний пішак · c5 чорний слон · d5 чорний король · f5 білий слон · c4 чорний пішак · g4 чорний пішак · c3 чорна тура · e3 білий слон · h3 чорна тура · b2 чорний пішак · e2 білий пішак · a1 білий ферзь | 8 |
| 7 | b8 білий кінь · d7 білий король · a6 білий пішак · c6 білий кінь · d6 чорний пішак · h6 чорний пішак · c5 чорний слон · d5 чорний король · f5 білий слон · c4 чорний пішак · g4 чорний пішак · c3 чорна тура · e3 білий слон · h3 чорна тура · b2 чорний пішак · e2 білий пішак · a1 білий ферзь | b8 білий кінь · d7 білий король · a6 білий пішак · c6 білий кінь · d6 чорний пішак · h6 чорний пішак · c5 чорний слон · d5 чорний король · f5 білий слон · c4 чорний пішак · g4 чорний пішак · c3 чорна тура · e3 білий слон · h3 чорна тура · b2 чорний пішак · e2 білий пішак · a1 білий ферзь | b8 білий кінь · d7 білий король · a6 білий пішак · c6 білий кінь · d6 чорний пішак · h6 чорний пішак · c5 чорний слон · d5 чорний король · f5 білий слон · c4 чорний пішак · g4 чорний пішак · c3 чорна тура · e3 білий слон · h3 чорна тура · b2 чорний пішак · e2 білий пішак · a1 білий ферзь | b8 білий кінь · d7 білий король · a6 білий пішак · c6 білий кінь · d6 чорний пішак · h6 чорний пішак · c5 чорний слон · d5 чорний король · f5 білий слон · c4 чорний пішак · g4 чорний пішак · c3 чорна тура · e3 білий слон · h3 чорна тура · b2 чорний пішак · e2 білий пішак · a1 білий ферзь | b8 білий кінь · d7 білий король · a6 білий пішак · c6 білий кінь · d6 чорний пішак · h6 чорний пішак · c5 чорний слон · d5 чорний король · f5 білий слон · c4 чорний пішак · g4 чорний пішак · c3 чорна тура · e3 білий слон · h3 чорна тура · b2 чорний пішак · e2 білий пішак · a1 білий ферзь | b8 білий кінь · d7 білий король · a6 білий пішак · c6 білий кінь · d6 чорний пішак · h6 чорний пішак · c5 чорний слон · d5 чорний король · f5 білий слон · c4 чорний пішак · g4 чорний пішак · c3 чорна тура · e3 білий слон · h3 чорна тура · b2 чорний пішак · e2 білий пішак · a1 білий ферзь | b8 білий кінь · d7 білий король · a6 білий пішак · c6 білий кінь · d6 чорний пішак · h6 чорний пішак · c5 чорний слон · d5 чорний король · f5 білий слон · c4 чорний пішак · g4 чорний пішак · c3 чорна тура · e3 білий слон · h3 чорна тура · b2 чорний пішак · e2 білий пішак · a1 білий ферзь | b8 білий кінь · d7 білий король · a6 білий пішак · c6 білий кінь · d6 чорний пішак · h6 чорний пішак · c5 чорний слон · d5 чорний король · f5 білий слон · c4 чорний пішак · g4 чорний пішак · c3 чорна тура · e3 білий слон · h3 чорна тура · b2 чорний пішак · e2 білий пішак · a1 білий ферзь | 7 |
| 6 | b8 білий кінь · d7 білий король · a6 білий пішак · c6 білий кінь · d6 чорний пішак · h6 чорний пішак · c5 чорний слон · d5 чорний король · f5 білий слон · c4 чорний пішак · g4 чорний пішак · c3 чорна тура · e3 білий слон · h3 чорна тура · b2 чорний пішак · e2 білий пішак · a1 білий ферзь | b8 білий кінь · d7 білий король · a6 білий пішак · c6 білий кінь · d6 чорний пішак · h6 чорний пішак · c5 чорний слон · d5 чорний король · f5 білий слон · c4 чорний пішак · g4 чорний пішак · c3 чорна тура · e3 білий слон · h3 чорна тура · b2 чорний пішак · e2 білий пішак · a1 білий ферзь | b8 білий кінь · d7 білий король · a6 білий пішак · c6 білий кінь · d6 чорний пішак · h6 чорний пішак · c5 чорний слон · d5 чорний король · f5 білий слон · c4 чорний пішак · g4 чорний пішак · c3 чорна тура · e3 білий слон · h3 чорна тура · b2 чорний пішак · e2 білий пішак · a1 білий ферзь | b8 білий кінь · d7 білий король · a6 білий пішак · c6 білий кінь · d6 чорний пішак · h6 чорний пішак · c5 чорний слон · d5 чорний король · f5 білий слон · c4 чорний пішак · g4 чорний пішак · c3 чорна тура · e3 білий слон · h3 чорна тура · b2 чорний пішак · e2 білий пішак · a1 білий ферзь | b8 білий кінь · d7 білий король · a6 білий пішак · c6 білий кінь · d6 чорний пішак · h6 чорний пішак · c5 чорний слон · d5 чорний король · f5 білий слон · c4 чорний пішак · g4 чорний пішак · c3 чорна тура · e3 білий слон · h3 чорна тура · b2 чорний пішак · e2 білий пішак · a1 білий ферзь | b8 білий кінь · d7 білий король · a6 білий пішак · c6 білий кінь · d6 чорний пішак · h6 чорний пішак · c5 чорний слон · d5 чорний король · f5 білий слон · c4 чорний пішак · g4 чорний пішак · c3 чорна тура · e3 білий слон · h3 чорна тура · b2 чорний пішак · e2 білий пішак · a1 білий ферзь | b8 білий кінь · d7 білий король · a6 білий пішак · c6 білий кінь · d6 чорний пішак · h6 чорний пішак · c5 чорний слон · d5 чорний король · f5 білий слон · c4 чорний пішак · g4 чорний пішак · c3 чорна тура · e3 білий слон · h3 чорна тура · b2 чорний пішак · e2 білий пішак · a1 білий ферзь | b8 білий кінь · d7 білий король · a6 білий пішак · c6 білий кінь · d6 чорний пішак · h6 чорний пішак · c5 чорний слон · d5 чорний король · f5 білий слон · c4 чорний пішак · g4 чорний пішак · c3 чорна тура · e3 білий слон · h3 чорна тура · b2 чорний пішак · e2 білий пішак · a1 білий ферзь | 6 |
| 5 | b8 білий кінь · d7 білий король · a6 білий пішак · c6 білий кінь · d6 чорний пішак · h6 чорний пішак · c5 чорний слон · d5 чорний король · f5 білий слон · c4 чорний пішак · g4 чорний пішак · c3 чорна тура · e3 білий слон · h3 чорна тура · b2 чорний пішак · e2 білий пішак · a1 білий ферзь | b8 білий кінь · d7 білий король · a6 білий пішак · c6 білий кінь · d6 чорний пішак · h6 чорний пішак · c5 чорний слон · d5 чорний король · f5 білий слон · c4 чорний пішак · g4 чорний пішак · c3 чорна тура · e3 білий слон · h3 чорна тура · b2 чорний пішак · e2 білий пішак · a1 білий ферзь | b8 білий кінь · d7 білий король · a6 білий пішак · c6 білий кінь · d6 чорний пішак · h6 чорний пішак · c5 чорний слон · d5 чорний король · f5 білий слон · c4 чорний пішак · g4 чорний пішак · c3 чорна тура · e3 білий слон · h3 чорна тура · b2 чорний пішак · e2 білий пішак · a1 білий ферзь | b8 білий кінь · d7 білий король · a6 білий пішак · c6 білий кінь · d6 чорний пішак · h6 чорний пішак · c5 чорний слон · d5 чорний король · f5 білий слон · c4 чорний пішак · g4 чорний пішак · c3 чорна тура · e3 білий слон · h3 чорна тура · b2 чорний пішак · e2 білий пішак · a1 білий ферзь | b8 білий кінь · d7 білий король · a6 білий пішак · c6 білий кінь · d6 чорний пішак · h6 чорний пішак · c5 чорний слон · d5 чорний король · f5 білий слон · c4 чорний пішак · g4 чорний пішак · c3 чорна тура · e3 білий слон · h3 чорна тура · b2 чорний пішак · e2 білий пішак · a1 білий ферзь | b8 білий кінь · d7 білий король · a6 білий пішак · c6 білий кінь · d6 чорний пішак · h6 чорний пішак · c5 чорний слон · d5 чорний король · f5 білий слон · c4 чорний пішак · g4 чорний пішак · c3 чорна тура · e3 білий слон · h3 чорна тура · b2 чорний пішак · e2 білий пішак · a1 білий ферзь | b8 білий кінь · d7 білий король · a6 білий пішак · c6 білий кінь · d6 чорний пішак · h6 чорний пішак · c5 чорний слон · d5 чорний король · f5 білий слон · c4 чорний пішак · g4 чорний пішак · c3 чорна тура · e3 білий слон · h3 чорна тура · b2 чорний пішак · e2 білий пішак · a1 білий ферзь | b8 білий кінь · d7 білий король · a6 білий пішак · c6 білий кінь · d6 чорний пішак · h6 чорний пішак · c5 чорний слон · d5 чорний король · f5 білий слон · c4 чорний пішак · g4 чорний пішак · c3 чорна тура · e3 білий слон · h3 чорна тура · b2 чорний пішак · e2 білий пішак · a1 білий ферзь | 5 |
| 4 | b8 білий кінь · d7 білий король · a6 білий пішак · c6 білий кінь · d6 чорний пішак · h6 чорний пішак · c5 чорний слон · d5 чорний король · f5 білий слон · c4 чорний пішак · g4 чорний пішак · c3 чорна тура · e3 білий слон · h3 чорна тура · b2 чорний пішак · e2 білий пішак · a1 білий ферзь | b8 білий кінь · d7 білий король · a6 білий пішак · c6 білий кінь · d6 чорний пішак · h6 чорний пішак · c5 чорний слон · d5 чорний король · f5 білий слон · c4 чорний пішак · g4 чорний пішак · c3 чорна тура · e3 білий слон · h3 чорна тура · b2 чорний пішак · e2 білий пішак · a1 білий ферзь | b8 білий кінь · d7 білий король · a6 білий пішак · c6 білий кінь · d6 чорний пішак · h6 чорний пішак · c5 чорний слон · d5 чорний король · f5 білий слон · c4 чорний пішак · g4 чорний пішак · c3 чорна тура · e3 білий слон · h3 чорна тура · b2 чорний пішак · e2 білий пішак · a1 білий ферзь | b8 білий кінь · d7 білий король · a6 білий пішак · c6 білий кінь · d6 чорний пішак · h6 чорний пішак · c5 чорний слон · d5 чорний король · f5 білий слон · c4 чорний пішак · g4 чорний пішак · c3 чорна тура · e3 білий слон · h3 чорна тура · b2 чорний пішак · e2 білий пішак · a1 білий ферзь | b8 білий кінь · d7 білий король · a6 білий пішак · c6 білий кінь · d6 чорний пішак · h6 чорний пішак · c5 чорний слон · d5 чорний король · f5 білий слон · c4 чорний пішак · g4 чорний пішак · c3 чорна тура · e3 білий слон · h3 чорна тура · b2 чорний пішак · e2 білий пішак · a1 білий ферзь | b8 білий кінь · d7 білий король · a6 білий пішак · c6 білий кінь · d6 чорний пішак · h6 чорний пішак · c5 чорний слон · d5 чорний король · f5 білий слон · c4 чорний пішак · g4 чорний пішак · c3 чорна тура · e3 білий слон · h3 чорна тура · b2 чорний пішак · e2 білий пішак · a1 білий ферзь | b8 білий кінь · d7 білий король · a6 білий пішак · c6 білий кінь · d6 чорний пішак · h6 чорний пішак · c5 чорний слон · d5 чорний король · f5 білий слон · c4 чорний пішак · g4 чорний пішак · c3 чорна тура · e3 білий слон · h3 чорна тура · b2 чорний пішак · e2 білий пішак · a1 білий ферзь | b8 білий кінь · d7 білий король · a6 білий пішак · c6 білий кінь · d6 чорний пішак · h6 чорний пішак · c5 чорний слон · d5 чорний король · f5 білий слон · c4 чорний пішак · g4 чорний пішак · c3 чорна тура · e3 білий слон · h3 чорна тура · b2 чорний пішак · e2 білий пішак · a1 білий ферзь | 4 |
| 3 | b8 білий кінь · d7 білий король · a6 білий пішак · c6 білий кінь · d6 чорний пішак · h6 чорний пішак · c5 чорний слон · d5 чорний король · f5 білий слон · c4 чорний пішак · g4 чорний пішак · c3 чорна тура · e3 білий слон · h3 чорна тура · b2 чорний пішак · e2 білий пішак · a1 білий ферзь | b8 білий кінь · d7 білий король · a6 білий пішак · c6 білий кінь · d6 чорний пішак · h6 чорний пішак · c5 чорний слон · d5 чорний король · f5 білий слон · c4 чорний пішак · g4 чорний пішак · c3 чорна тура · e3 білий слон · h3 чорна тура · b2 чорний пішак · e2 білий пішак · a1 білий ферзь | b8 білий кінь · d7 білий король · a6 білий пішак · c6 білий кінь · d6 чорний пішак · h6 чорний пішак · c5 чорний слон · d5 чорний король · f5 білий слон · c4 чорний пішак · g4 чорний пішак · c3 чорна тура · e3 білий слон · h3 чорна тура · b2 чорний пішак · e2 білий пішак · a1 білий ферзь | b8 білий кінь · d7 білий король · a6 білий пішак · c6 білий кінь · d6 чорний пішак · h6 чорний пішак · c5 чорний слон · d5 чорний король · f5 білий слон · c4 чорний пішак · g4 чорний пішак · c3 чорна тура · e3 білий слон · h3 чорна тура · b2 чорний пішак · e2 білий пішак · a1 білий ферзь | b8 білий кінь · d7 білий король · a6 білий пішак · c6 білий кінь · d6 чорний пішак · h6 чорний пішак · c5 чорний слон · d5 чорний король · f5 білий слон · c4 чорний пішак · g4 чорний пішак · c3 чорна тура · e3 білий слон · h3 чорна тура · b2 чорний пішак · e2 білий пішак · a1 білий ферзь | b8 білий кінь · d7 білий король · a6 білий пішак · c6 білий кінь · d6 чорний пішак · h6 чорний пішак · c5 чорний слон · d5 чорний король · f5 білий слон · c4 чорний пішак · g4 чорний пішак · c3 чорна тура · e3 білий слон · h3 чорна тура · b2 чорний пішак · e2 білий пішак · a1 білий ферзь | b8 білий кінь · d7 білий король · a6 білий пішак · c6 білий кінь · d6 чорний пішак · h6 чорний пішак · c5 чорний слон · d5 чорний король · f5 білий слон · c4 чорний пішак · g4 чорний пішак · c3 чорна тура · e3 білий слон · h3 чорна тура · b2 чорний пішак · e2 білий пішак · a1 білий ферзь | b8 білий кінь · d7 білий король · a6 білий пішак · c6 білий кінь · d6 чорний пішак · h6 чорний пішак · c5 чорний слон · d5 чорний король · f5 білий слон · c4 чорний пішак · g4 чорний пішак · c3 чорна тура · e3 білий слон · h3 чорна тура · b2 чорний пішак · e2 білий пішак · a1 білий ферзь | 3 |
| 2 | b8 білий кінь · d7 білий король · a6 білий пішак · c6 білий кінь · d6 чорний пішак · h6 чорний пішак · c5 чорний слон · d5 чорний король · f5 білий слон · c4 чорний пішак · g4 чорний пішак · c3 чорна тура · e3 білий слон · h3 чорна тура · b2 чорний пішак · e2 білий пішак · a1 білий ферзь | b8 білий кінь · d7 білий король · a6 білий пішак · c6 білий кінь · d6 чорний пішак · h6 чорний пішак · c5 чорний слон · d5 чорний король · f5 білий слон · c4 чорний пішак · g4 чорний пішак · c3 чорна тура · e3 білий слон · h3 чорна тура · b2 чорний пішак · e2 білий пішак · a1 білий ферзь | b8 білий кінь · d7 білий король · a6 білий пішак · c6 білий кінь · d6 чорний пішак · h6 чорний пішак · c5 чорний слон · d5 чорний король · f5 білий слон · c4 чорний пішак · g4 чорний пішак · c3 чорна тура · e3 білий слон · h3 чорна тура · b2 чорний пішак · e2 білий пішак · a1 білий ферзь | b8 білий кінь · d7 білий король · a6 білий пішак · c6 білий кінь · d6 чорний пішак · h6 чорний пішак · c5 чорний слон · d5 чорний король · f5 білий слон · c4 чорний пішак · g4 чорний пішак · c3 чорна тура · e3 білий слон · h3 чорна тура · b2 чорний пішак · e2 білий пішак · a1 білий ферзь | b8 білий кінь · d7 білий король · a6 білий пішак · c6 білий кінь · d6 чорний пішак · h6 чорний пішак · c5 чорний слон · d5 чорний король · f5 білий слон · c4 чорний пішак · g4 чорний пішак · c3 чорна тура · e3 білий слон · h3 чорна тура · b2 чорний пішак · e2 білий пішак · a1 білий ферзь | b8 білий кінь · d7 білий король · a6 білий пішак · c6 білий кінь · d6 чорний пішак · h6 чорний пішак · c5 чорний слон · d5 чорний король · f5 білий слон · c4 чорний пішак · g4 чорний пішак · c3 чорна тура · e3 білий слон · h3 чорна тура · b2 чорний пішак · e2 білий пішак · a1 білий ферзь | b8 білий кінь · d7 білий король · a6 білий пішак · c6 білий кінь · d6 чорний пішак · h6 чорний пішак · c5 чорний слон · d5 чорний король · f5 білий слон · c4 чорний пішак · g4 чорний пішак · c3 чорна тура · e3 білий слон · h3 чорна тура · b2 чорний пішак · e2 білий пішак · a1 білий ферзь | b8 білий кінь · d7 білий король · a6 білий пішак · c6 білий кінь · d6 чорний пішак · h6 чорний пішак · c5 чорний слон · d5 чорний король · f5 білий слон · c4 чорний пішак · g4 чорний пішак · c3 чорна тура · e3 білий слон · h3 чорна тура · b2 чорний пішак · e2 білий пішак · a1 білий ферзь | 2 |
| 1 | b8 білий кінь · d7 білий король · a6 білий пішак · c6 білий кінь · d6 чорний пішак · h6 чорний пішак · c5 чорний слон · d5 чорний король · f5 білий слон · c4 чорний пішак · g4 чорний пішак · c3 чорна тура · e3 білий слон · h3 чорна тура · b2 чорний пішак · e2 білий пішак · a1 білий ферзь | b8 білий кінь · d7 білий король · a6 білий пішак · c6 білий кінь · d6 чорний пішак · h6 чорний пішак · c5 чорний слон · d5 чорний король · f5 білий слон · c4 чорний пішак · g4 чорний пішак · c3 чорна тура · e3 білий слон · h3 чорна тура · b2 чорний пішак · e2 білий пішак · a1 білий ферзь | b8 білий кінь · d7 білий король · a6 білий пішак · c6 білий кінь · d6 чорний пішак · h6 чорний пішак · c5 чорний слон · d5 чорний король · f5 білий слон · c4 чорний пішак · g4 чорний пішак · c3 чорна тура · e3 білий слон · h3 чорна тура · b2 чорний пішак · e2 білий пішак · a1 білий ферзь | b8 білий кінь · d7 білий король · a6 білий пішак · c6 білий кінь · d6 чорний пішак · h6 чорний пішак · c5 чорний слон · d5 чорний король · f5 білий слон · c4 чорний пішак · g4 чорний пішак · c3 чорна тура · e3 білий слон · h3 чорна тура · b2 чорний пішак · e2 білий пішак · a1 білий ферзь | b8 білий кінь · d7 білий король · a6 білий пішак · c6 білий кінь · d6 чорний пішак · h6 чорний пішак · c5 чорний слон · d5 чорний король · f5 білий слон · c4 чорний пішак · g4 чорний пішак · c3 чорна тура · e3 білий слон · h3 чорна тура · b2 чорний пішак · e2 білий пішак · a1 білий ферзь | b8 білий кінь · d7 білий король · a6 білий пішак · c6 білий кінь · d6 чорний пішак · h6 чорний пішак · c5 чорний слон · d5 чорний король · f5 білий слон · c4 чорний пішак · g4 чорний пішак · c3 чорна тура · e3 білий слон · h3 чорна тура · b2 чорний пішак · e2 білий пішак · a1 білий ферзь | b8 білий кінь · d7 білий король · a6 білий пішак · c6 білий кінь · d6 чорний пішак · h6 чорний пішак · c5 чорний слон · d5 чорний король · f5 білий слон · c4 чорний пішак · g4 чорний пішак · c3 чорна тура · e3 білий слон · h3 чорна тура · b2 чорний пішак · e2 білий пішак · a1 білий ферзь | b8 білий кінь · d7 білий король · a6 білий пішак · c6 білий кінь · d6 чорний пішак · h6 чорний пішак · c5 чорний слон · d5 чорний король · f5 білий слон · c4 чорний пішак · g4 чорний пішак · c3 чорна тура · e3 білий слон · h3 чорна тура · b2 чорний пішак · e2 білий пішак · a1 білий ферзь | 1 |
|   | a | b | c | d | e | f | g | h |   |

1. Kc8! ~ 2. Se7 Ke5 3. Sd7#
1. ... Tc:e3 2. Dd1 Td3 3. e4#
1. ... Th:e3 2. Dh1 Tf3 3. e4#
1. ... L:e3   2. Da5 Lc5 3. e4#
В рішенні в кожному тематичному варіанті спочатку заманюється чорна фігура для взяття білої, а потім відволікається, щоб звільнити лінію для руху білого пішака. 